# Ireneu d'Alexandria
Ireneu d'Alexandria, en llatí Irenaeus, en grec antic Εἰρηναῖος, fou un escriptor alexandrí de començaments del segle i conegut també amb el seu nom llatí de Minuci Pacat. Era fill i deixeble d'Heliodor Mètric. Una llista de les seves obres dedicades principalment al grec alexandrí i grec àtic, molt apreciades, apareix a Suides, però no es conserven.